# American Airlines
American Airlines (AA) este cea mai mare companie aeriană din lume ca număr de pasageri și flotă, și a doua după Air France-KLM după venituri. Noduri la Aeroportul Internațional Dallas-Fort Worth și Aeroportul Internațional Chicago O'Hare.